# 颱風天兔 (2024年)
超強颱風天兔（英語：Typhoon Usagi，國際編號：2425，聯合颱風警報中心：WP272024，菲律賓大氣地球物理和天文服務管理局：Ofel）為2024年太平洋颱風季第25個被命名的風暴。「天兔」一名由日本提供，是指天兔座。
天兔連同早前出現的銀杏、桃芝及萬宜，成為西北太平洋自1951年有紀錄以來首次同時有4個獲命名的熱帶氣旋於11月出現。

## 發展過程

### 初期形成

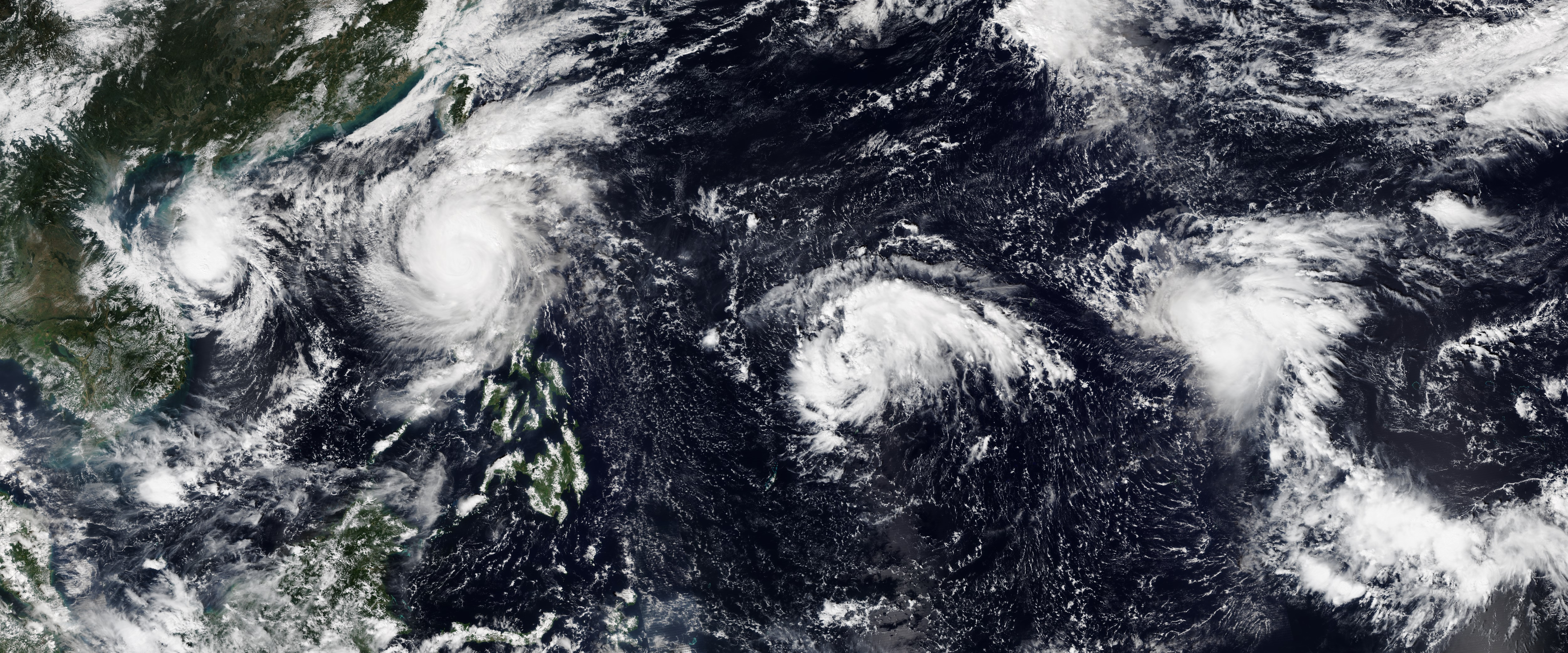
11月12日同時活躍的四個熱帶氣旋（由左至右）：颱風銀杏、颱風桃芝、颱風天兔和颱風萬宜，此現象是自1951年以來首次出現

波納佩島西南方在11月8日生成一個熱帶擾動，美國海軍研究實驗室給予擾動編號94W。隨着系統的對流活動轉趨活躍，日本氣象廳在9日下午2時，將其升格為熱帶低氣壓。聯合颱風警報中心在10日凌晨4時將其評級提升為「中」。日本氣象廳在上午8時對其發布烈風警報。同時，台灣中央氣象署將其升格為熱帶低氣壓，給予編號TD29。聯合颱風警報中心在晚上9時半將其評級提升為「高」，並對其發佈熱帶氣旋形成警報。聯合颱風警報中心在11日上午8時將其升格為熱帶低氣壓，給予熱帶氣旋編號27W。香港天文台在上午11時將其升格為熱帶低氣壓。聯合颱風警報中心在下午2時將其升格為熱帶風暴。同時，澳門氣象局將其升格為熱帶低氣壓。
受惠於菲律賓東部海域積存的龐大能量、水溫甚高，加上所在環境優良，垂直風切變低至中等、低層輻合和高空輻散中等的環境下，天兔開始整合其結構，強度穩步上升。日本氣象廳在12日凌晨2時將其升格為熱帶風暴，給予國際編號2425，並命名「天兔」。同時，台灣中央氣象署將其升格為輕度颱風，香港天文台和澳門氣象局將其升格為熱帶風暴。上午11時，日本氣象廳將其升格為強烈熱帶風暴。澳門氣象局下午2時將其升格為強烈熱帶風暴。香港天文台在下午5時將其升格為強烈熱帶風暴。

### 快速增強逼近呂宋

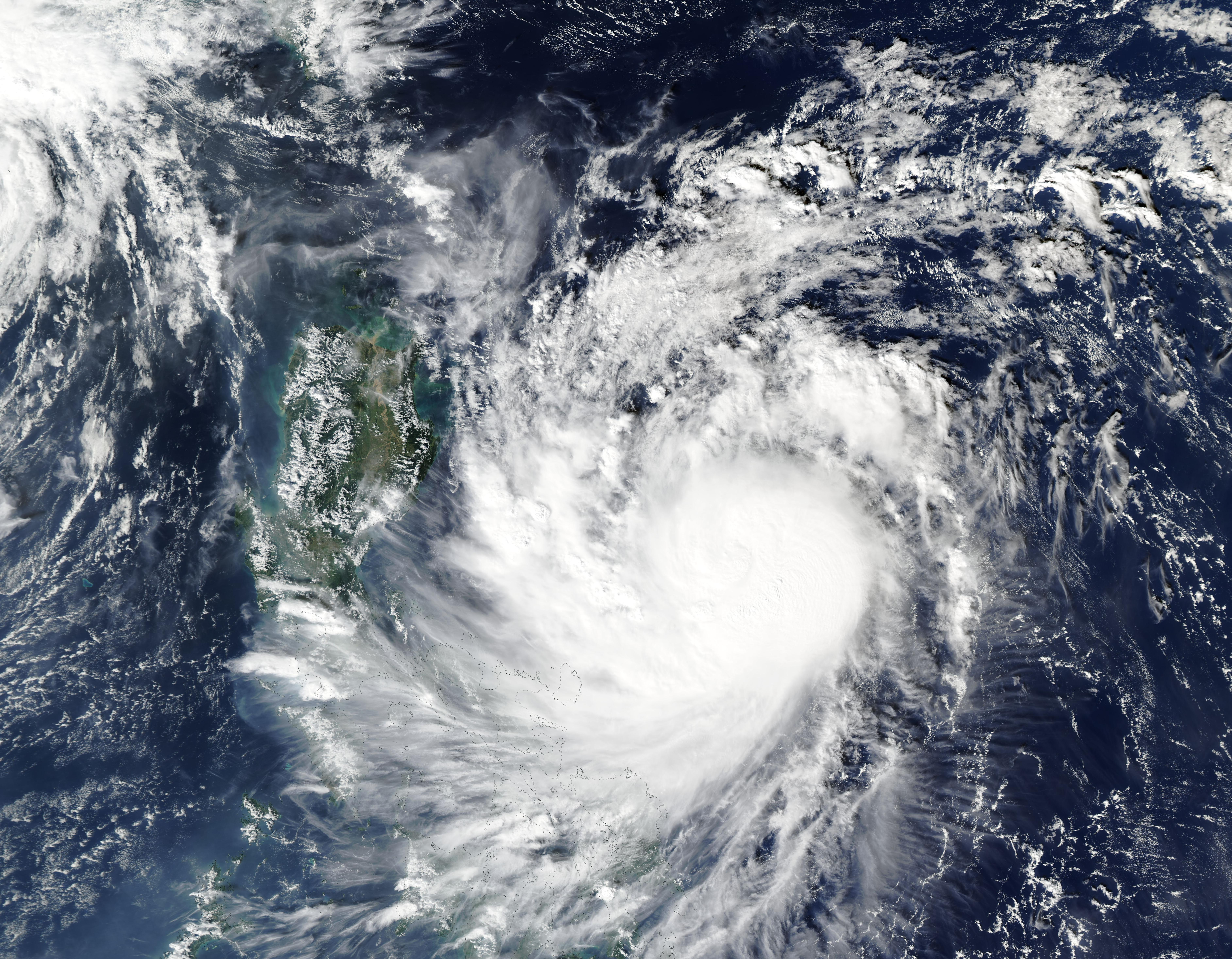
正處於快速增強期的天兔，可見其發展出的「雲捲風眼」

11月13日，天兔開始進入快速增強期，其深厚的對流雲帶緊纏低層環流中心，組成一個緊密的中心密集雲團，亦開始發展出「雲捲風眼」。香港天文台和日本氣象廳在凌晨2時將其升格為颱風。聯合颱風警報中心和澳門氣象局在上午8時將其升格為颱風。同時，台灣中央氣象署將其升格為中度颱風。天兔在入夜後打開一個細小的「針眼」。香港天文台和澳門氣象局在晚上8時將其升格為強颱風。日本氣象廳在晚上11時將其升格為強烈颱風。香港天文台和澳門氣象局在14日凌晨2時將其升格為超強颱風。同時，聯合颱風警報中心將其升格為超級颱風，並評估其1分鐘平均風速為每小時240公里，達到相當於薩菲爾-辛普森颶風風力等級之「四級颱風」強度上限。

### 移入南海減弱消散
副熱帶高壓脊繼續引導天兔穩定向西北方移動逼近菲律賓呂宋島，菲律賓大氣地球物理和天文服務管理局表示天兔在14日下午1時30分於菲律賓呂宋島卡加延省巴高登陸。登陸後天兔的結構遭受地形破壞，風眼被填塞並變回「雲塞風眼」，中心密集雲團變得鬆散。日本氣象廳在當日下午2時將其降格為颱風。下午5時，香港天文台將其降格為強颱風。下午8時，澳門氣象局將其降格為強颱風。晚上11時，日本氣象廳將其降格為強烈熱帶風暴。天兔在當日晚上重新出海，惟結構已大不如前，同時開始受南海的東北季風影響，垂直風切增強，加上該區海水潛熱低，供應的能量有限，因此遲遲未能重新整合。
隨着太平洋的副熱帶高壓脊減弱並東退，天兔在15日開始轉向北移動，同時強度因惡劣的環境持續減弱。香港天文台在凌晨2時將其降格為颱風。台灣中央氣象署在上午5時30分將其降格為輕度颱風。澳門氣象局在上午8時將其降格為颱風。聯合颱風警報中心在下午2時將其降格為熱帶風暴。同時，香港天文台將其降格為強烈熱帶風暴。澳門氣象局在下午5時將其降格為強烈熱帶風暴。日本氣象廳和香港天文台在晚上8時將其降格為熱帶風暴。香港天文台在16日上午8時將其降格為熱帶低氣壓。同時，聯合颱風警報中心將其降格為熱帶低氣壓。台灣氣象署在上午11時將其降格為熱帶低氣壓。當時天兔已失去所有對流，只剩下低層環流中心完全外露。日本氣象廳在下午2時將其降格為熱帶低氣壓。同時，香港天文台將其降格為低壓區。台灣中央氣象署在晚上8時將其降格為低壓區。日本氣象廳在17日凌晨2時評定天兔已消散
。

## 影響

### 菲律賓
當地發出之最高風暴信號：五號風暴信號
隨著天兔逐漸逼近菲律賓，菲律賓大氣地球物理及天文服務管理局在11月12日為卡加延省、巴布延群島以及阿巴堯省和伊莎貝拉省的部分地區發布一號風暴信號，13日向卡加延省（包括巴布延群島）、伊莎貝拉省及阿巴堯省的部分地區發出二號風暴信號，同時向阿布拉省、巴丹群島省、伊富高省、北伊羅戈省、卡林阿省、高山省、季里諾省和奧羅拉省以及新比斯開省的部分地區發出一號訊號，及後向卡加延省東北部發出三號風暴信號，而一號訊號覆蓋範圍則延伸至南伊羅戈省的部分地區。菲律賓大氣地球物理及天文服務管理局在14月向卡加延省北部地區發出最高的五號風暴信號，同時為巴布延群島及該省其他地區發出四號風暴信號。
馬格特水庫的兩個洩洪道已預留作為防洪措施。菲律賓內政及地方事務部呼籲伊羅戈區、卡加煙河谷和科迪勒拉行政區的官員做好風暴準備 。在卡加延省，該區保持紅色警戒狀態，超過5,000個家庭被疏散，其中伊莎貝拉省疏散近3,471人。天兔摧毀了巴高鎮的基礎設施，導致1,000多個家庭被疏散。在岡薩加，兩棟房屋被沖走，連根拔起的樹木導致一座橋倒塌，切斷通往聖安娜市的道路，該鎮亦受洪水影響。在卡加延省的阿姆隆市，一名六歲男孩不慎掉入河中失蹤。
截至2024年11月17日，菲律賓國家減災風險管理委員會報告指出，颱風造成852,475人受影響，111,658人被迫離開家園。基礎設施損失達4.698億披索，而呂宋中部的農業損失為855,326比索。在11月24日的更新報告中，受颱風桃芝、颱風天兔和颱風萬宜的影響預計將使農業損失達7.8468億比索，基礎設施損失達28.5億披索，總計損失為36.3億披索。此外，232個城市經歷停電，123,441棟房屋遭破壞，全國至少360個地區受洪水影響。菲律賓海巡署發起捐贈活動，支援受影響的民眾。

### 臺灣
當地發布之颱風警報：海上陸上颱風警報
由於天兔逐漸接近臺灣，交通部中央氣象署於11月14日凌晨5時半發布海上颱風警報，首報警戒範圍為巴士海峽。雖然天兔快速減弱，但是繼續逼近，中央氣象署在下午5時半發佈陸上颱風警報，首報警戒範圍為屏東縣、恆春半島 。
隨著天兔減弱為熱帶低氣壓，因此中央氣象署在11月16日上午11時半解除所有颱風警報，改發熱帶性低氣壓特報。

### 中國大陸
國家氣象中心發布之最高颱風預警信號： 颱風黃色預警信號

## 名稱退役
因應「天兔」在菲律賓造成廣泛破壞和嚴重經濟損失，菲律賓大氣地球物理及天文服務管理局決定將「Ofel」一名永久除名，並由「Onos」替代。
菲律賓在第57屆颱風委員會年會申請將「天兔」退役，在2025年2月舉行的第57次颱風委員會會議上獲該會接納把天兔從命名表中除名，以後將不再使用。新名將在58屆世界氣象組織颱風委員會會議上公佈。

## 熱帶氣旋警告使用紀錄

### 菲律賓
| 菲律賓大氣地球物理及天文服務管理局 風暴信號 | 菲律賓大氣地球物理及天文服務管理局 風暴信號 | 菲律賓大氣地球物理及天文服務管理局 風暴信號 |
| ------------------------------------------- | ------------------------------------------- | ------------------------------------------- |
| 上一熱帶氣旋                                | 一號風暴信號                                | 下一熱帶氣旋                                |
| 颱風桃芝                                    | 一號風暴信號                                | 超強颱風萬宜                                |
| 颱風桃芝                                    | 二號風暴信號                                | 超強颱風萬宜                                |
| 颱風桃芝                                    | 三號風暴信號                                | 超強颱風萬宜                                |
| 颱風桃芝                                    | 四號風暴信號                                | 超強颱風萬宜                                |
| 超強颱風康妮                                | 五號風暴信號                                | 超強颱風萬宜                                |

### 臺灣
| 交通部中央氣象署 颱風警報 | 交通部中央氣象署 颱風警報 | 交通部中央氣象署 颱風警報 |
| ------------------------- | ------------------------- | ------------------------- |
| 上一熱帶氣旋              | 海上颱風警報              | 下一熱帶氣旋              |
| 強烈颱風康芮              | 海上颱風警報              | 中度颱風丹娜絲            |
| 強烈颱風康芮              | 陸上颱風警報              | 中度颱風丹娜絲            |
| 交通部中央氣象署 天氣特報 |                           |                           |
| 強烈颱風山陀兒            | 熱帶性低氣壓特報          | 熱帶性低氣壓              |

### 中國大陸
| 国家气象中心 颱風預警信號 | 国家气象中心 颱風預警信號 | 国家气象中心 颱風預警信號 |
| ------------------------- | ------------------------- | ------------------------- |
| 上一熱帶氣旋              | 颱風藍色預警信號          | 下一熱帶氣旋              |
| 超強颱風康妮              | 颱風藍色預警信號          | 超強颱風萬宜              |
| 超強颱風銀杏              | 颱風黃色預警信號          | 超強颱風萬宜              |

## 關連項目
- 2024年太平洋颱風季

同時出現的熱帶氣旋：
- 颱風銀杏 (2024年)
- 颱風桃芝 (2024年)
- 颱風萬宜 (2024年)

## 外部連結
| 太平洋颱風季             |
| 主題頁 - 專題 - 編輯指南 |

- 27W.USAGI from the United States Naval Research Laboratory
- General Information of Typhoon Usagi (2425) from Digital Typhoon